# Бјела под Прадједом
Бјела под Прадједом (чеш. Bělá pod Pradědem) је насељено мјесто са административним статусом сеоске општине (чеш. obec) у округу Јесењик, у Оломоуцком крају, Чешка Република.

## Становништво
Према подацима о броју становника из 2014. године насеље је имало 1.841 становника.